# Petzeck
Il Petzeck (3.283 m s.l.m.) è la montagna più alta del Gruppo del Schober negli Alti Tauri. Si trova in Carinzia (Austria).